# 小行星8009
小行星8009（8009 Béguin）是一颗绕太阳运转的小行星，为主小行星带小行星。该小行星于1989年1月25日发现。

## 轨道参数
小行星8009的轨道半长轴为2.7729832 UA，离心率为0.161。